# Alžběta Štaufská
Alžběta Štaufská (německy Elisabeth von Schwaben, španělsky Beatriz de Suabia, 1203/1205, Norimberk – 5. listopadu 1235, Toro) byla kastilská a leónská královna z dynastie Štaufů.

## Život
Narodila se jako jedna ze čtyř dcer římského krále Filipa Švábského a byzantské princezny Ireny, dcery císaře Izáka II. Král Filip byl zavražděn roku 1208 a manželka Irena jej následovala do hrobu s odstupem dvou měsíců. Zůstaly po nich dcery, které byly na čas umístěny v klášteře a postupně provdány.
Alžběta se díky vlivu svého bratrance Fridricha II. Štaufského 30. listopadu 1219 v Burgosu provdala za mladého kastilského krále Ferdinanda, budoucího sjednotitele království Kastilie a Leónu. Ve Španělsku ji překřtili na Beatrix. Zemřela mladá po šestnácti letech manželství jako matka deseti dětí. Pohřbena byla v Burgosu a roku 1279 byly její ostatky přeneseny do sevillské katedrály.